# Dimethylzinn
Dimethylzinn ist eine chemische Verbindung mit der Formel Me2Sn. Es ist das einfachste dialkylsubstituierte Stannylen. Es ist nicht zu verwechseln mit den Dimethylzinn-Verbindungen, die häufig fälschlicherweise und verkürzt als Dimethylzinn (DMT, englisch dimethyl tin) bezeichnet werden.

## Darstellung und Reaktivität
Dimethylzinn kann in der Gasphase durch Photolyse eines geeigneten Dihydrostannols erhalten werden.

Darstellung von Dimethylzinn durch Photolyse.

Dimethylzinn dimerisiert zu Tetramethyldistannan, das zu Oligomeren weiterreagiert.

Dimerisierung und nachfolgende Oligomerisierung von Dimethylzinn.

Weiterhin insertiert es in Zinn–Halogen-Bindungen.

Insertion von Dimethylzinn in eine Sn–Cl-Bindung.

Obwohl stabilisierte Dialkylstannylene nach Synthese einiger dieser Verbindungen durch Michael Lappert im Jahr 1976 bekannt sind, ist über die einfacheren Organozinnylene wie Dimethylzinn nur wenig bekannt. Der erste Nachweis von Dimethylzinn erfolgte anhand der Aufzeichnung seines IR-Spektrums zusammen mit dem seines Deuterioanalogons Sn(CD3)2 in einer Argonmatrix durch Wissenschaftler um W. P. Neumann im Jahr 1982.

## Eigenschaften
Dichtefunktionaltheoretische Rechnungen haben ergeben, dass die Sn–C-Binddungen 2.218 Å lang sind und der C–Sn–C-Winkel 92,7° beträgt. Die Energie des höchsten besetzten Molekülorbitals (HOMO) beträgt −5,03 eV. Damit ist die Verbindung ein schwächerer σ-Donor als das korrespondierende Silylen Me2Si (EHOMO = −4,97 kJ/mol) aber ein besserer das korrespondierende Germylen (EHOMO = −5,11 kJ/mol).
Obwohl Dimethylzinn relativ einfach herzustellen ist, scheint es ein reaktiver Stoff zu sein, der nicht in C-H- oder C-C-Bindungen eindringt, und selbst seine Addition an C=C-Doppelbindungen ist unbekannt. In Gegenwart vieler potenzieller Reagenzien polymerisiert es einfach.